# Realitat
La realitat és el conjunt de tot allò que efectivament existeix, en contrast amb tot allò que és imaginari o allò que sembli altra cosa que el que és. Sol equivaler al món amb una existència física. Les ficcions no es consideren com a reals. El mot en català "realitat" està pres del llatí medieval realitate, amb el mateix significat.
Segons les escoles filosòfiques que l'analitzen, la realitat pot incloure o no entitats fora de l'abast de la percepció, com l'ànima o Déu, o el regne del que és quantificable i mesurable, accessible mitjançant la racionalitat o els sentits i susceptible de ser usat com a prova per a les hipòtesis o judicis. Així, segons per quina, real pot ser cert, existent o ésser, podent oposar-se a irreal, possible, potencial, ideal o imaginari.
La sociologia, l'antropologia, la psicologia i la filosofia, especialment l'ontologia i la metafísica, es qüestionen què és real i perquè, mentre que ciències com la química i la física tenen com a objectiu descriure com és.

## Definicions
Es distingeixen diverses idees de la realitat, com a oposició a altra cosa en general, al llarg de la història. Corresponen a diferents cultures, societats i corrents, i són sotmeses a crítica per d'altres:
- Real com a oposat a aparent.
- La realitat com a actualitat s'equipara a realitat com a existència. Suposa la confusió entre l'esfera de l'ésser amb la manera d'ésser. El real ha d'incloure també els altres modes: possibilitat real, impossibilitat real, necessitat real, perquè també es pot concebre una realitat essencial o ideal, el mateix que una realitat lògica o cognoscitiva.[4]
- La realitat com a actualitat equival a efectivitat: 
  - En considerar únicament l'actualitat real suprimeix les altres esferes de l'ésser.
  - La realitat com a actualitat presenta una confusió entre el mode de l'ésser amb el moment de l'ésser: 
    - Els modes de l'ésser són del tipus del real i de l'ideal.
    - Els moments de l'ésser són del tipus de l'essència i de l'existència, i l'essència reclama també l'ésser real. Confondre el real com l'actiu o efectiu suposa identificar una manera d'ésser (existir) i una determinació seva (actualitat).
- El real és determinat pel grau de perfecció o plenitud d'ésser: L'organisme és superior a la matèria morta, l'animal superior al vegetal i l'espiritualitat superior a l'animal, i el purament espiritual superior a l'humà. Suposa la confusió entre el mode i la determinabilitat de l'ésser. Però la determinabilitat varia, mentre que el mode és permanent.
- L'actualitat com a realitat suposa un acte d'ésser, la qual cosa fa necessària la realització d'una essència com a idea determinada a la realització d'una finalitat, (el pas de la δύναμις a la ένέργεια) que no sols és aplicable a tot el real sinó que exclou l'imperfet o ho fa inintel·ligible.
- La realitat com a possibilitat de percebre alguna cosa o ser percebuda. En aquest cas, es fa de la realitat no una manera d'ésser sinó de conèixer.

## Aproximació filosòfica
La metafísica (en grec antic μετà τà φυσικά, metá ta physikà, 'més enllà dels llibres de física') és la branca de la filosofia que, en general, tracta de les característiques de la realitat última, d'allò que realment existeix. De vegades, també s'ha definit la metafísica com l'estudi dels pressupòsits absoluts, és a dir, l'anàlisi dels conceptes fonamentals (tals com els conceptes de realitat, substància, causa, temps, espai, matèria, relació, existència, etc.) que estan en la base de tot pensament.
L'ontologia (del grec ὄν (en forma genitiva: ὄντος) 'de l'ésser' (participi de εἶναι, 'ésser') i -λογία, 'ciència, estudi o teoria': 'estudi del que existeix') és la branca de la filosofia que, en general, s'ocupa de la característica més comuna de tot el que existeix, l'ésser, i intenta respondre a la pregunta de què cal perquè quelcom sigui o existeixi i si hi ha diverses maneres d'existir o ser. El terme va aparèixer cap al segle xvii introduït pel filòsof racionalista alemany Christian Wolff.
Encara que pugui confondre's a vegades amb la metafísica («l'estudi de l'ens en quant ens» és la manera com Aristòtil defineix la filosofia primera, que la tradició va anomenar metafísica), l'ontologia ha aconseguit el seu objecte propi d'estudi al llarg de la història.

### Escolàstica
La filosofia escolàstica va atribuir a la metafísica general l'estudi del ser en general, i es va anar confiant a altres metafísiques més específiques l'estudi d'ens particulars (com Déu, l'ànima humana o el món), que després van rebre altres noms més específics, com teodicea, psicologia o cosmologia. Wolff va usar indistintament els noms d'ontologia, metafísica general i filosofia primera.

### Ontologia
Per a Kant, l'ontologia és la ciència del coneixement sintètic a priori de les coses, d'aquells principis de l'enteniment que fan possible el coneixement de les coses.
Posteriorment, Husserl, a començaments del segle xx, introdueix la noció d'«ontologies regionals», que consisteixen en la descripció de l'essència de la natura, la societat, la moral i la religió. Hartmann va intentar una nova fonamentació de l'ontologia tot distingint dues maneres bàsiques de ser: els particulars (el ser real) i els universals (el ser ideal), i dins de cada manera diversos estrats de ser (l'orgànic, l'inorgànic, el conscient, el cultural, per una banda, i per l'altra, les essències, els valors, els nombres o les relacions lògiques). L'estudi d'aquests diversos estrats i de les categories que els defineixen constitueix, de nou, diferents ontologies regionals.
Heidegger conclou que l'ontologia no és una altra que el coneixement del ser de l'individu. El positivisme lògic considerarà que no té sentit qualsevol supòsit enunciat metafísic i, per això mateix, i després del gran impuls de la filosofia analítica, les preguntes de tipus ontològic són preguntes sobre el significat (en quant que consideren que no té sentit qualsevol enunciat metafísic).

### Positivisme lògic
Els neopositivistes van negar de soca-rel el contingut significatiu de qualsevol expressió sobre la realitat. Aquesta pretensió és, segons ells, un pseudoproblema.
Enunciar si la matèria o el jo o qualsevol cosa tenen o no tenen realitat és hipostatitzar qualsevol entitat. Les entitats no sols són objectes quotidians, com ara cadires o persones, sinó també propietats, relacions, esdeveniments, nombres, conjunts, proposicions, mons possibles, creences, pensaments, etc.
Només és real allò que existeix i, per fer-ho, necessàriament ha de ser quantificable; és a dir, ser individual, bé independent o com a element d'un sistema.
Les dificultats que van trobar per a arribar a individualitzar els elements constitutius últims de la matèria junt amb les paradoxes lògiques van fer insostenible la seva posició.

## Realitat i aparença
La realitat se sol definir com el conjunt d'entitats que existeixen; en aquest sentit, equival a l'ésser. Però l'ésser no és evident, ja que per a determinats corrents de la filosofia, començant amb l'escola d'Elea, l'ésser és una essència que no es correspon amb els objectes individuals, amb allò que es percep habitualment. La realitat física, el conjunt de cossos, seria per tant pura aparença i l'autèntica realitat pertanyeria a un altre domini. Plató recull aquesta idea en parlar del món sensible i el món de les idees, en què la idea és l'essència i la realitat vertadera.
L'aparença s'identifica amb els sentits; a la realitat solament es pot accedir amb l'intel·lecte. Posteriorment, aquesta divisió es tenyeix de connotacions religioses, s'identifica el món sensible amb l'efímer i el pecat, ja que està lligat al cos, mentre que la realitat esdevé l'altre món, on l'ànima va a parar després de la mort. La realitat és eterna i divina i el món terrenal una "vall de llàgrimes" l'única funció del qual és servir per a jutjar l'acció de l'ésser humà per enviar-lo al paradís o a l'infern en acabar la seva vida. Per al budisme, el món actual és una il·lusió de Maya, de la qual cal alliberar-se buidant la ment per percebre la unitat del cosmos.
El món aparent té la naturalesa d'un somni, que mentre dura sembla real però no ho és. Aquest tòpic de la vida com a somni serà una constant en el barroc, amb obres com la de Calderón de la Barca. S'accepta que hi ha una divisió entre realitat i aparença, però no és clar com distingir-les.

## L'afirmació del real
Per contra, altres estudiosos afirmen que justament el real és allò que pertany a l'entorn immediat, al conjunt de coses perceptibles i que la resta és pura especulació o un concepte abstracte (nominalisme). Aristòtil va ser el primer que va situar l'essència en el món sensible, allunyant-se del seu mestre Plató. L'empirisme va continuar aquesta línia de pensament. Tomàs d'Aquino afirmava que la realitat era l'adequació entre les coses i l'intel·lecte que les estudiava.
La ciència moderna, igualment, identifica el real amb allò que es pot mesurar físicament, el que cau en les coordenades d'espai i temps. S'identifica, per tant, amb conceptes com natura o univers. La realitat és llavors objectiva i l'únic que cal és apropar-se a entendre-la amb el progrés, que elimina la superstició i la fe quan prova que no tenen fonament empíric. La realitat esdevé el que és exterior al propi jo, incloent-hi el cos i les funcions de l'organisme, en oposició als conceptes inventats per la imaginació.
Michael Dummet considera que la realitat és el marc que permet fer afirmacions sobre la veritat d'una proposició, és a dir, donat un enunciat, si aquest es dona i es verifica, és veritable perquè és real. Per tant, la realitat és un conjunt de fets que es poden expressar amb la lògica.

## Els límits de la realitat
La realitat no és il·limitada, justament sorgeix el problema de definir-la, i separar-la per tant de la irrealitat, perquè té fi. Descartes va ser un dels primers a posar límits al real. Ja que els sentits enganyen i poden fer caure en l'aparença, l'única veritat fiable és la que es dedueix del cogito ergo sum i, per tant, la ment és l'únic autènticament real. Tota la resta poden ser pensaments seus, sense correspondència a l'exterior (idealisme). Si es porta a l'extrem aquesta manera de pensar, es cau en el solipsisme.
Determinades escoles afirmen que la realitat és una construcció cultural com qualsevol altra, ja que, suposant que hi hagués un món exterior objectiu, mai no seria el mateix per a tothom, perquè dependria de les possibilitats d'accedir-hi, de l'experiència personal i de les facultats de l'ésser humà com a espècie. Per tant, no hi ha una única realitat limitada, sinó una per a cadascú. Per facilitar la convivència, acceptant que no hi ha una sola veritat, s'estableix una realitat per consens que funciona com a marc comú (i limita per exemple la normalitat, establint categories de malalties mentals com l'esquizofrènia o la paranoia, que no accepten aquesta realitat consensuada). Aquest consens pot variar, com el paradigma de la ciència de cada moment (Thomas Kuhn) i alterar la noció de realitat, que mai no es dona a priori i independentment de l'ésser humà.
Kant, per la seva banda, distingeix entre fenomen i noümen. És possible que la realitat autèntica vagi més enllà del que es pot percebre, però és impossible de saber, justament per ser inaccessible. L'única realitat estudiable és la fenomènica, limitada per les categories mentals a priori, com espai, temps o unitat. La resta pot existir o no, i no se sap què pot contenir, és el regne de la metafísica.

### Jacques Lacan
Aquesta postura donarà lloc a l'antirealisme. Lacan és un seguidor destacat d'aquesta concepció i diferencia tres plans: el real, l'imaginari i el simbòlic. El real, objectiu i extern, no té sentit (seguint la tesi de Kant), és un impossible o una abstracció conceptual que fa el subjecte per mirar de justificar les seves percepcions i actuacions. Tot el que es considera món o fenomen és en realitat el regne del simbòlic, perquè és una construcció mental de l'individu i, per tant, actua com una metàfora. L'imaginari seria un grau precedent del simbòlic.

Per a tan important diferenciació, Lacan parteix d'una nova interpretació de la psicoanàlisi: el que es denomina usualment realitat està "tenyit" i limitat pels mitjans lingüístics culturals. El fonament es troba en la distinció entre significant i significat. Culturalment, s'estableix el predomini del significant com a comprensió estructural del mateix subjecte que s'escindeix així entre l'inconscient i la parla conscient per la qual tracta de constituir-se com un jo:«No he estat això sinó per arribar a ser el que puc ser», permanent assumpció que el subjecte fa dels seus miratges.
| «                                                                      | Si el domini que defineix aquest do de la paraula ha de ser suficient a la vostra acció com al vostre saber, serà suficient també a la vostra devoció, perquè li ofereix un camp privilegiat. Quan els Devas, els humans i els Asures -llegim en el primer Brahmana de la cinquena lliçó del Bhrad-Aranyaka Upanishad- acabaven el seu noviciat amb Prajapati, li van fer aquest prec: "Parla'ns". "Da, va dir Prajapati, el déu del tro. M'heu entès?" I els Devas van contestar: "Ens has dit: Datta, dad" -amb la qual cosa el text sagrat vol dir que els poders de dalt se sotmeten a la llei de la paraula. "Da, va dir Prajapati, el déu del tro. M'heu entès?" I els Asures van respondre: "Ens has dit: Dayadhvam, feu mercè" -el text sagrat vol dir que els poders de baix ressonen en la invocació de la paraula. És a dir, prossegueix el text, el que la veu divina fa sentir en el tro: submissió, do, mercè. Da da da. Perquè Prajapati respon a tots: "M'heu entès." | » |
| — Lacan. Fonction et champ de la parole et du langage en psychanalyse. | |   |

### Max Planck
La mecànica quàntica, sorgida de les ciències experimentals, constata que l'observador altera el fet observat a un cert nivell subatòmic, i en conseqüència els límits de la realitat objectiva estan determinats pels límits de l'estudiós. La realitat aliena a l'experiència de qui la relata o percep no té sentit, tal com afirma Max Planck.

### Wittgenstein
Ludiwg Wittgenstein creu que els límits de la realitat els estableix el llenguatge, que permet parlar de realitats físiques i no físiques. Tot allò que és inexpressable, com l'experiència del misticisme, passa a ser irreal. El taoisme adopta justament la postura inversa: el que es pugui dir és el no real perquè l'autèntica realitat és inefable.

### Xavier Zubiri
Per a Zubiri, la realitat se'ns manifesta i és coneguda en «aprehensió de realitat». Però no és el mateix conèixer «per aprehensió» que conèixer «en aprehensió» per no caure en l'idealisme.
Ser real en aprehensió no és el mateix que ser real per aprehensió. I el que distingeix els dos modes és que en el primer, «per l'aprehensió », l'aprehensió és una causa determinant de l'aprehès; en canvi, en el segon, «en l'aprehensió», l'aprehensió és la seva mera actualització.
El que és aprehès, de fet, inclou unes notes constitutives com «dimensions estructurals del real simpliciter», com a realitat que mostra la riquesa i solidesa de la cosa en un «camp de realitat»; aquestes notes en aprehensió sensible campal com a àmbit de realitat fan possible el procés d'una «intel·ligència sentiente» cap a un coneixement «intel·ligit per uns logotips» com «ser de fet». El concepte, per tant, no és «"concepte de realitat", sinó realitat en concepte». Aquesta «actualització del real» mostra en si les possibilitats d'actualització del real com a veritat, entesa aquesta com a «respectiva».

## Més enllà de la realitat
S'ha intentat superar els límits convencionals de la realitat per diverses vies. La primera és la transcendència, sovint lligada a creences religioses. Afirma que s'ha caigut en un cientifisme reduccionista que oblida l'essència de les coses i prova d'arribar a la realitat que està fora dels sentits amb la pregària a la divinitat o amb la meditació (a Orient). Es reivindica el paper de la intuïció i l'espiritualitat com a vies de coneixement del real, que estaria dividit en diferents esferes o nivells. L'oració i el ritu, quan es té fe, ajuden l'ànima a connectar amb altres nivells de la realitat. La filosofia new age substitueix el terme ànima pel de consciència.
La segona incorpora elements que s'han jutjat tradicionalment com a aparença, com el somni. Freud reivindica la realitat de l'inconscient, una part de la mateixa personalitat irracional però que condiciona l'actuació en el món conscient. El surrealisme pren justament els elements de l'inconscient com a centre de la seva creació; és un moviment que ja des del nom (sur-réel en francès significa 'per sobre de la realitat') tracta d'anar més enllà dels límits de la realitat socialment acceptada.
Per acabar, es poden crear realitats alternatives amb la ficció i l'art. Aquestes construccions poden fugir expressament de la realitat convencional (moviments com el romanticisme, el simbolisme, el cubisme o tots els gèneres de fantasia) o intentar recrear-la en un altre pla (realisme). Per al receptor, les obres artístiques tenen realitat, li provoquen sentiments existents o reaccions explicatives, eixamplant les fronteres del seu món. És el concepte de món possible o alternatiu, relacionat amb la imaginació.
En una línia similar, se situa la realitat virtual o la intel·ligència artificial, que recreen altres realitats. Es pot assolir tal grau de perfecció tecnològica que sigui impossible per a l'espectador de distingir la realitat física de la generada per un ordinador. Això es coneix amb el nom d'hiperrealitat i és estudiat per autors com Umberto Eco o Jean Baudrillard. Aquesta possibilitat havia estat enunciada en obres com la de Jorge Luis Borges sense comptar amb la tecnologia sinó amb llibres, mapes o aparells màgics i qüestiona el concepte d'autenticitat, que sol ser un dels atributs per definir el real.

## Realitat: substància, matèria, espai i temps
Procurar definir la realitat condueix, indefectiblement, a referir-se a la pregunta «de què estan fetes les coses?», o «què són pròpiament les coses?». La resposta depèn de l'estadi de desenvolupament en què es troben les ciències de la natura. De fet, definir la realitat depèn en gran manera de la cosmovisió, el model conceptual des del qual hom interpreta allò que existeix a partir de la imatge o concepte general del món; basant-se en el conjunt d'opinions i creences que conformen aquesta imatge. Les concepcions del món (cosmovisions) es plantegen des dels aspectes de les creences i actituds vitals que no són justificables racionalment, ja que el seu nucli és, en definitiva, una fe irracional. Per això, es diu que no hi ha concepcions científiques del món, però sí que pot haver-hi una ciència de les concepcions del món.

## Pensament actual
Avui la realitat és presa com el sistema complex en què s'actualitzen i interaccionen tots els sistemes que el constitueixen.

Els considerats subjecte i objecte de la filosofia tradicional pertanyen tots dos al mateix sistema de realitat.
| «                      | En poques paraules, presentaré una perspectiva segons la qual la ment no «copia» simplement un món que només admet la descripció de la teoria veritable. Però, des del meu punt de vista, la ment no construeix el món (ni tan sols estant subjecta a la constricció imposada per «cànons metodològics» i «sense data» independents de la ment). I si és que ens veiem obligats a utilitzar llenguatge metafòric, deixem que la metàfora sigui aquesta: la ment i el món construeixen alhora la ment i el món (o, fent la metàfora més hegeliana, l'univers construeix l'univers- exercint-ne les nostres ments (col·lectivament) un especial paper en la construcció. | » |
| — Hilary Putnam (1988) | |   |

Les percepcions i interpretacions de la realitat sobre les quals cadascú construeix les evidències no permeten afirmar que una en sigui la veritable i les altres no, com pot considerar una consciència no crítica o certes explicacions ferotges.
No és possible una afirmació fonamental del tipus del realisme metafísic com si fos un punt de vista des de la divinitat que ens permetés veure des de fora la realitat. I qualsevol altra pretensió en aquest sentit, tipus positivista-relativista o realista-materialista, està condemnada al fracàs.
Avui es considera un realisme intern com un continu analític i sintètic, d'inducció i paradigma científic, com si fos un sistema complex que parla del sistema real com a món emmarcat en conceptes, conjunts de creences i compromisos.
Segons John Maxtell, la realitat entesa com a existència no té sentit sense un punt de referència; és a dir, un suport o univers en una ment subjectiva que el conceptua i que és la que projecta sobre les coses els conceptes d'aquestes, dona sentit a l'univers i crea a cada instant l'existència o realitat en què viu.

## Informàtica i programació

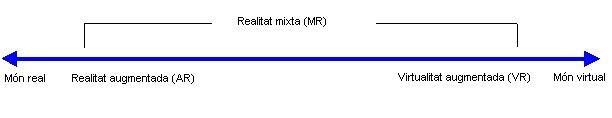
Continu de la virtualitat

### Realitat virtual i ciberespai
"Realitat virtual" és un ambient simulat per ordinador que pot estimular una presència física en un lloc copiat o inspirat del món físic real o ser totalment imaginari. A diferència dels models, el seu ús no és d'estudi ni predicció de l'ambient sinó, en l'actualitat, bàsicament lúdic.
El continu de la virtualitat és una escala contínua situada entre la virtualitat completa, una virtualitat, i la realitat completa: realitat. El continu de la virtualitat, així, engloba totes les possibles variacions i composicions de real i objectes virtuals. S'ha descrit com a concepte en els nous mitjans i la ciència de la computació, però, de fet, es podria considerar com a tema d'antropologia. El concepte, l'introduí Paul Milgram.
L'àrea entre els dos extrems, on es barregen la realitat i la virtualitat s'anomena realitat mixta. Això, es diu que consisteix tant en la realitat augmentada, on el virtual augmenta el real, i la virtualitat augmentada, on el real augmenta el virtual. El ciberespai, els sistemes d'ordinadors del món considerats com un tot interconnectat, es podrien interpretar com una realitat virtual; per exemple, es retrata com a tal en la ficció ciberpunk de William Gibson i d'altres. Second Life i MMORPG, com ara World of Warcraft, són exemples d'ambients artificials o mons virtuals en el ciberespai.

### Realitat virtual en la cultura d'internet
En Internet, la "vida real" es refereix a la vida del cos físic en el món físic o "real", en contraposició al mental, ideal o imaginari que descriu una persona per mitjà d'eines de programació.
Generalment, fa referència a la vida o realitat consensuada, en contrast amb l'ambient vist com a ficció o fantasia, com la realitat virtual. En internet en línia, "a la vida real" significa no e Internet.
Alguns sociologistes opinen que, algun dia, la distinció entre els mons en línia i reals pot esdevenir per a ells "curiosa" perquè certs tipus d'activitat en línia, com intrigues sexuals, han fet una transició completa a una legitimitat i "realitat".
Per exemple, algú pot parlar de "trobar-se a la vida real", és a dir, físicament, per exemple a un bar prenent un cafè, amb algú amb qui ha parlat a distància, sense poder-se tocar ni olorar, per mitjà d'un telèfon, d'un xat (conversa) on en un fòrum d'internet.